# Manuel Abril
Manuel Abril (Madrid, 1884 – Madrid, 1943) è stato uno scrittore, giornalista e poeta spagnolo.
Scrisse numerose poesie, due commedie e un saggio sul romanziere spagnolo Felipe Trigo. Il suo unico romanzo, di un umorismo in apparenza sconnesso e stravagante, è forse l'espressione del suo più maturo talento di scrittore.

## Opere
- 1906 – Canciones del corazón y de la vida
- 1914 – Hacia la luz lejana
- 1926 – La Salvación, Sociedad de Seguros del Alma